# Saint-Maurice-lès-Couches
Saint-Maurice-lès-Couches é uma comuna francesa na região administrativa de Borgonha-Franco-Condado, no departamento Saône-et-Loire. Estende-se por uma área de 4,68 km². Em 2010 a comuna tinha 192 habitantes (densidade: 41 hab./km²).